# Sfântul Emeric

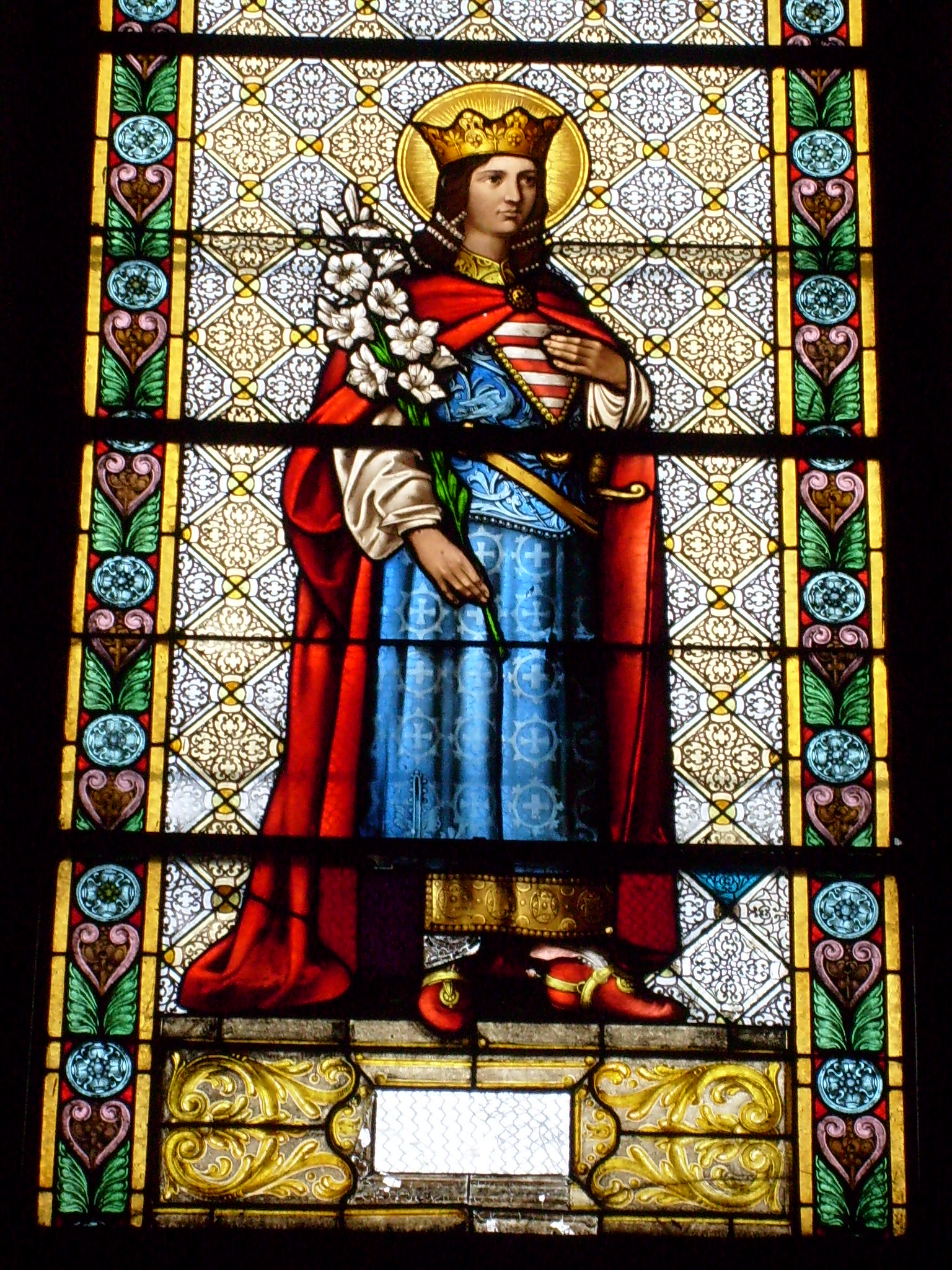
Sf. Emeric, Biserica Minoriților din Cluj, vitraliu din sec. al XIX-lea

Sfântul Emeric, în maghiară Szent Imre, în germană Heiliger Emmerich, în portugheză Santo Américo, (n.c. 1007 – d. 2 septembrie 1031, Alba Regală), a fost fiul regelui Ștefan I al Ungariei și al soției acestuia, regina Ghizela de Bavaria, sora împăratului Henric al II-lea.
A murit într-un accident de vânătoare.
Papa Grigore al VII-lea l-a canonizat pe Emeric și pe tatăl său în anul 1083. 

Este sărbătorit în spațiul de limbă maghiară pe 4 noiembrie și în calendarul roman universal pe 5 noiembrie.
Numele Imre (Emeric) este unul din cele mai răspândite prenume maghiare.
Numeroase localități își au numele de la sfântul Emeric, precum Sântimbru, Alba, Sântimbru, Harghita etc.
Prin faptul că patronul onomastic al geograful Amerigo Vespucci a fost prințul Emeric, numele acestuia a fost transmis noului continent, America.

## Monumente
- Biserica Sfântul Emeric din Târgu Mureș
- Biserica Sfântul Emeric din Ghelința, edificiu deosebit de valoros, cu fresce din prima jumătate a sec. al XIII-lea
- Biserica romano-catolică din Porumbești, Satu Mare (sec. al XVIII-lea)